# Code::Blocks
 (février 2013).
Si vous disposez d'ouvrages ou d'articles de référence ou si vous connaissez des sites web de qualité traitant du thème abordé ici, merci de compléter l'article en donnant les références utiles à sa vérifiabilité et en les liant à la section « Notes et références ».
Code::Blocks est un environnement de développement intégré libre et multiplate-forme. Il est écrit en C++ et utilise la bibliothèque wxWidgets. Code::Blocks est orienté C et C++, mais il supporte d'autres langages comme Fortran ou D.
Code::Blocks existe pour Linux, Windows et macOS. Il est également disponible pour FreeBSD via les ports.
Il obtient une note de satisfaction de 4.7 (sur un maximum de 5) de la part de ceux qui l'ont téléchargé sur SourceForge.

## Brève description
Code::Blocks se veut simple, voire intuitif, d'utilisation pour un programmeur. Il se révèle néanmoins fort complet au fur et à mesure qu'on en explore les options.
Son architecture de plug-ins permet de l'étendre et de le personnaliser, tout en n'y incluant que ce que l'on souhaite utiliser. La plupart étant inclus dans l'archive et l'installeur, il n'est cependant pas nécessaire de les installer un à un.

## Nouvelles versions
La première version stable a vu le jour le 28 février 2008, portant le numéro de version 8.02. La numérotation a changé pour s'apparenter à celle d'Ubuntu, où le premier et le second nombre représentent respectivement l'année et le mois de la sortie.
Au lieu de créer une branche dans le dépôt du logiciel où les bugs seraient corrigés pour la version stable et d'ajouter les nouvelles fonctionnalités dans le tronc, les développeurs ont décidé de les ajouter dans le même espace de code. La version 20.03 est donc la plus récente et la plus stable en novembre 2024. L'utilisateur peut cependant obtenir des versions non officielles relativement stables, les « nightly builds », afin de suivre les derniers développements.

## Fonctionnalités
Cet environnement de développement intégré étant très complet, cette liste ne présentera que les fonctionnalités les plus importantes.

### Fonctionnalités de compilation[5]

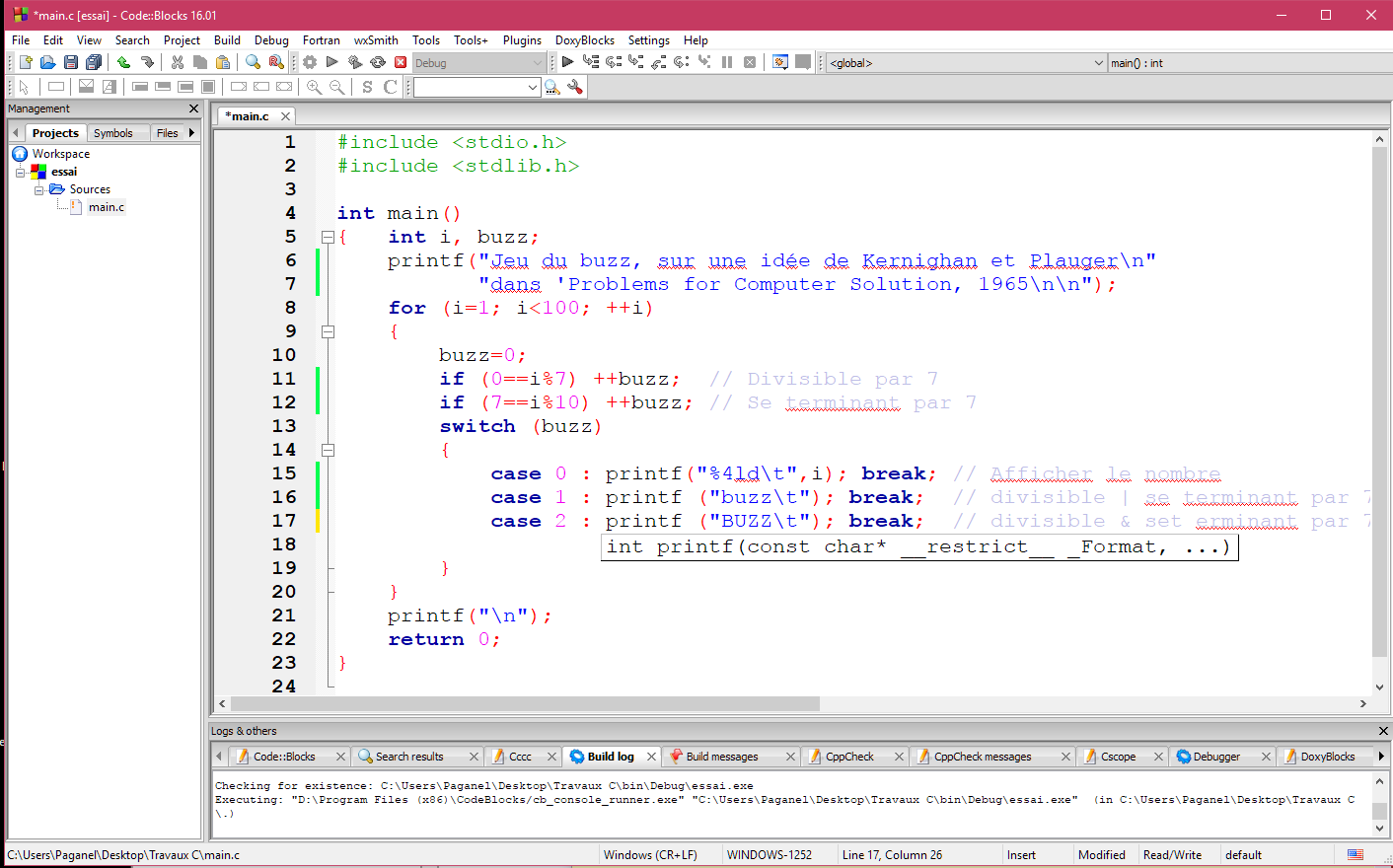
Exemple d'utilisation de Code::Blocks montrant la coloration syntaxique et l'aide-mémoire interactif de syntaxe des fonctions (ici, pour printf).

- Plusieurs compilateurs supportés :
  - GCC,
  - SDCC,
  - Borland C++ 5.5,
  - Intel C++ compiler,
  - GNU Fortran,
  - GNU ARM,
  - GNU GDC,
  - Digital Mars C/C++/D,
  - Watcom ;
  - MinGW, la version Win32 de GCC,
  - Microsoft Visual C++ Toolkit 2003,
  - Microsoft Visual C++ Express 2005,
- Importation de projet Dev-C++ ;
- Importation de projet MSVC ;
- Support d'espace de travail ;
- Support de cibles de compilation (permettant de personnaliser les options de compilation d'un projet selon la plate-forme: OS, compilateur, bibliothèques présentes…).

### Autres fonctionnalités[5]
- Coloration syntaxique
- Formatage et indentation du code automatique, utilisant astyle
- Masquage des blocs de code
- Complétions paramétrables et complètement automatique du code
- Complémentation configurable : On tape un mot-clef, ensuite Ctrl-J, et le mot-clef est remplacé par le bloc de code correspondant.
- Navigateur de classes
- Moteur de scripting Squirrel
- Gestionnaire de Todo list avec différents utilisateurs
- Support des Devpacks sous Windows (paquets pour Dev-C++)
- Plugin wxSmith : un outil de développement rapide d'applications pour wxWidgets.

Au 15 juin 2017, il est évalué en satisfaction à 4.7 (sur une échelle de 5) 